# Xenônio
O xénon (português europeu) ou xenônio (português brasileiro), do grego xénos - estrangeiro, é um elemento químico de símbolo Xe de número atômico 54 (54 prótons e 54 elétrons) e de massa atómica igual a 131,3 u. À temperatura ambiente, o xenônio encontra-se no estado gasoso.
É um dos gases nobres da classificação periódica dos elementos, grupo 18 (VIIIA ou 0). É inodoro, muito pesado, incolor, encontrado como traço na atmosfera terrestre, e faz parte do primeiro composto de gás nobre sintetizado.
Foi descoberto por William Ramsay e Morris Travers em 1898. A sua principal aplicação é na fabricação de dispositivos de emissores de luz como lâmpadas estroboscópicas, lâmpadas bactericidas e outros.

## Características principais
O xenônio é um elemento membro do grupo dos gases nobres ou inertes. A palavra inerte já não é mais usada para descrever este grupo químico, dado que alguns elementos deste grupo formam compostos. Num tubo cheio de gás, o xenônio emite um bonito brilho azul quando excitado com uma descarga elétrica. Tem-se obtido xenônio metálico aplicando-lhe pressões de várias centenas de quilobares. O xenônio também pode formar solvatos com água, quando seus átomos ficam aprisionados na rede de moléculas de água.

## Aplicações
O uso principal e mais famoso deste gás é na fabricação de dispositivos emissores de luz, tais como lâmpadas bactericidas, tubos eletrônicos, lâmpadas estroboscópicas e flashes fotográficos, assim como em lâmpadas para excitar laser de rubi que geram luz coerente.
Outros usos são:
- Como anestésico geral;
- Em instalações nucleares, em câmaras de bolha, sondas, e em outras áreas onde o seu alto peso molecular é desejável;
- Os perxenatos são usados como agentes oxidantes em química analítica;
- O isótopo Xe-133 se usa como radioisótopo na Cintigrafia de Ventilação do Pulmão na medicina nuclear;
- Na propulsão de foguetes espaciais, a propulsão iônica, que usa aceleradores de partículas para acelerar íons de xenônio. Em inglês, este sistema se chama XIP (Xenon Ion Propulsion).

Estudos estão sendo conduzidos para avaliar a utilização do gás xenônio como tratamento medicamentoso no transtorno de pânico, depressão e outras variedades de doenças psiquiátricas. Estudos que avaliam o gás xenônio em combinação com gás nitrogênio e gás oxigênio para o transtorno do pânico se mostraram muitíssimo promissores.

## História
O xenônio (do grego que significa "estranho") foi descoberto por William Ramsay e Morris Travers em 1898 nos resíduos resultantes da evaporação dos componentes do ar líquido. Ramsay propôs chamar o novo gás de xenônio, do grego ξένον [xenon], forma singular neutra de ξένος [xenos], significando « estrangeiro » ou « convidado ».

## Abundância e obtenção
Encontram-se traços de xenônio na atmosfera terrestre, aparecendo em uma parte por vinte milhões. O elemento é obtido comercialmente por extração dos resíduos do ar líquido. Este gás nobre é encontrado naturalmente nos gases emitidos por alguns mananciais naturais. Os isótopos Xe-133 e Xe-135 são sintetizados mediante irradiação de neutrons em reatores nucleares refrigerados a ar.

## Compostos
Ver Compostos de gases nobres
Até 1962 o xenônio e os outros gases nobres eram considerados quimicamente inertes e incapazes de formar compostos. A partir de então comprovou-se que existem compostos de gases nobres. Alguns dos compostos do xenônio são: difluoreto de xenônio (XeF2), hexafluoreto de xenônio (XeF6), perxenato de sódio (Na4XeO6), tetrafluoreto de xenônio (XeF4) e deutereto de xenônio (Xe2H2 ou XeD2). Também se tem obtido óxidos de xenônio como o trióxido de xenônio, XeO3, composto altamente explosivo. Se conhecem ao menos 80 compostos de xenônio em que este se liga com flúor ou oxigênio. A maioria destes compostos são incolores, além de poderosos agentes oxidantes e de fluoração, que liberam como subproduto da reação, entre outros produtos, gás xenônio.

## Isótopos
Na natureza, o xenônio apresenta 8 isótopos estáveis e um ligeiramente radioativo. Além das formas estáveis, se tem estudado 20 isótopos instáveis. O Xe-129 é produzido por emissão beta do iodo-129 (vida média: 16 milhões de anos) e o decaimento radioactivo do Xe-124, que tem uma vida média de 1,8 x 10^22 anos, é um trilhão de vezes mais do que a idade do universo. Os isótopos Xe-131, Xe-132, Xe-134 e Xe-136 são produtos da fissão nuclear tanto do urânio-238 como do plutônio-244. Por ser o xenônio um traçador com dois isótopos paternos, a medição dos isótopos de xenônio nos meteoritos resulta ser uma poderosa ferramenta para o estudo da formação do Sistema Solar. O método I-Xe de datação radiométrica permite calcular o tempo transcorrido entre a nucleossíntese e a condensação de um objeto sólido a partir da nebulosa solar. Os isótopos de xenônio também são úteis para entender a diferenciação terrestre. Se acredita que o excesso de Xe-129 encontrado em emanações gasosas de dióxido de carbono no Novo México se deve ao decaimento de gases derivados do manto após a formação da Terra.

## Precauções
O gás pode ser armazenado com segurança em recipientes convencionais de vidro selados a temperatura e pressão ambiente. O xenônio não é tóxico, porém vários de seus compostos são altamente tóxicos devido as suas fortes propriedades de oxidação.